# Bahrain ved OL
Bahrain deltog i de olympiske lege første gang under sommer-OL 1984 i Los Angeles og har deltaget i samtlige sommerlege siden. De har aldrig deltaget i de olympiske vinterlege.
Bahrain vandt sin første olympiske medalje i 2012, da Maryam Yusuf Jamal sejrede i 1500 meter løb. Medaljen blev først tildelt senere, da hun oprindeligt kom i mål som nummer tre; imidlertid blev etteren og toeren senere fratager deres medaljer som følge af doping, hvorefter Jamal i stedet fik guldmedaljen. I 2008 i Beijing havde mellemdistanceløberen Rashid Ramzi vundet guld i 1500 meter løb, men han blev 18. november 2009 frataget guldmedaljen på grund af, at han var testet positiv på CERA.

## Medaljeoversigt
| Bahrains medaljer under de olympiske sommerlege | Bahrains medaljer under de olympiske sommerlege | Bahrains medaljer under de olympiske sommerlege | Bahrains medaljer under de olympiske sommerlege | Bahrains medaljer under de olympiske sommerlege | Bahrains medaljer under de olympiske sommerlege |
| ----------------------------------------------- | ----------------------------------------------- | ----------------------------------------------- | ----------------------------------------------- | ----------------------------------------------- | ----------------------------------------------- |
| Lege                                            | Guld                                            | Sølv                                            | Bronze                                          | Totalt                                          | Rang                                            |
| 1984 Los Angeles                                | 0                                               | 0                                               | 0                                               | 0                                               | –                                               |
| 1988 Seoul                                      | 0                                               | 0                                               | 0                                               | 0                                               | –                                               |
| 1992 Barcelona                                  | 0                                               | 0                                               | 0                                               | 0                                               | –                                               |
| 1996 Atlanta                                    | 0                                               | 0                                               | 0                                               | 0                                               | –                                               |
| 2000 Sydney                                     | 0                                               | 0                                               | 0                                               | 0                                               | –                                               |
| 2004 Athen                                      | 0                                               | 0                                               | 0                                               | 0                                               | –                                               |
| 2008 Beijing                                    | 0                                               | 0                                               | 0                                               | 0                                               | –                                               |
| 2012 London                                     | 1                                               | 0                                               | 0                                               | 1                                               | 51                                              |
| 2016 Rio de Janeiro                             | 1                                               | 1                                               | 0                                               | 2                                               | 48                                              |
| 2020 Tokyo                                      |                                                 |                                                 |                                                 |                                                 | –                                               |
| Totalt                                          | 2                                               | 1                                               | 0                                               | 3                                               |                                                 |